# Pachycephalosaurider
Pachycephalosaurider (Pachycephalosauria) är en infraordning växtätande dinosaurier tillhörande ordningen fågelhöftade dinosaurier som består av en enda familj, Pachycephalosauridae, och några släkten som hittills inte är inordnade i någon familj.
Deras närmaste släktingar var enligt nyare forskningsrön troligen Ceratopsierna ("horndinosaurierna").
Pachycephalosauriderna var samtliga växtätare som gick på två ben. Det är möjligt att de äldsta kända släktena levde under sista delen av jura för 150–145 miljoner år sedan (vilket emellertid bestrids av ett flertal forskare) men det stora flertalet av de kända släktena levde på de nordliga kontinenterna under yngre krita för cirka 90–65 miljoner år sedan.
De varierade i storlek från cirka 1 meter till 4–5 meter långa arter, med dinosauriemått var de därmed relativt småväxta. De dog ut i samband med den stora massdöden för 65 miljoner år sedan när de andra dinosaurierna också dog ut, om man nu bortser från fåglarna som enligt en stor forskarmajoritet är ättlingar till dinosaurierna, eller fågeldinosaurier som de själva säger.
Tidigare räknades denna grupp bland ornithopoderna. Deras närmaste släktingar skulle i så fall ha varit hadrosauriderna och iguanodontiderna. Numer anses de emellertid vara mycket närmare släkt med ceratopsiderna (till exempel Triceratops och Styracosaurus) och räknas således inte längre som en familj tillhörande Ornithopodgruppen.
Dessa dinosauriers mest uppseendeväckande karaktarsdrag var de oerhört tjocka skallbenen, hos den största kända medlemmen Pachycephalosaurus var det hela 25 cm tjockt (ca 1 cm på en människa) och hos även de minsta medlemmarna i denna dinosauriefamilj var de åtminstone 5–6 cm tjocka. Forskarna har länge debatterat vad de fyllde för funktion. Länge ansåg man att de främst användes av i samband med strider mellan hannarna när det var dags för parningstid. Numer tror man snarare att kanske användes vid försvar mot rovdinosaurier eller för att böka med huvudet i marken.
En modern definition är av Pachycephalosauria är att Pachycephalosauria utgör den mest inklusiva grupp som inkluderar Pachycephalosaurus men exkluderar Triceratops, Hypsilophodon, Heterodontosaurus och Ankylosaurus. Definitionen är stambaserad och utesluter aktivt många grupper p.g.a. pachycephalosauriernas ännu relativt osäkra fylogenetiska position.

## Släkten
Chaoyangosauridae
- Chaoyangosaurus
- Stenopelix
- Xuanhuaceratops
- Yinlong

Pachycephalosauridae
- Alaskacephale
- Colepiocephale
- Dracorex
- Ferganocephale
- Gravitholus
- Hanssuesia
- Heishansaurus?
- Microcephale
- Pachycephalosaurus
- Prenocephale
- Sperotholus
- Stegoceras
- Stygimoloch
- Tylocephale
- Yaverlandia?

Homalocephalidae
- Goyocephale?
- Homalocephale
- Micropachycephalosaurus?
- Ornatotholus?
- Taveirosaurus?
- Wannanosaurus?